# Wipfel-Stachelwanze
Die Wipfel-Stachelwanze (Acanthosoma haemorrhoidale) ist eine Art der Familie der Stachelwanzen (Acanthosomatidae) und gehört somit zu den Schnabelkerfen. Sie wird oft auch nur entweder Stachelwanze oder Wipfelwanze genannt.

## Merkmale
Wipfel-Stachelwanzen sind etwa 15 bis 17 mm groß. Zu erkennen sind sie am schwarz-gelb längs gestreiften Kopf (Caput) und den dorsal ein Dreieck bildenden, blutroten bis rotbraunen Streifen auf den Hemielytren und dem Rand des Halsschildes (Scutum). Diese Färbung auf dem schildförmigen Körper bietet ihnen eine sehr gute Tarnung im Weißdornstrauch oder im Blattwerk. Beim Auffliegen fällt die bunte Färbung des Hinterleibs (Abdomen) auf, es ist im Frühjahr apfel- bis smaragdgrün, im Herbst gelbgrün bis braunrot. Das innerste Fühlerglied überragt in seiner Länge den schwarz punktierten Kopf. Auch Halsschild und Schildchen (Scutellum) sind schwarz punktiert, dabei handelt es sich allein auf dem Schildchen um etwa 110 Punkte. Die Füße (Tarsus) sind zweigliedrig. Den Namen Stachelwanze tragen sie, weil sie ventral auffällig mit spitzem, stachelartigem Fortsatz gekielt sind.

## Vorkommen
Man findet die Wipfel-Stachelwanzen meistens einzeln vorkommend in Laubwäldern, an Waldrändern oder im Feldgehölz in ganz Europa (gen Norden seltener werdend), zumeist dort, wo Ebereschen (Sorbus aucuparia), Weißdorn (Crataegus) und Hecken wachsen. Sie zählt zu den am häufigsten vorkommenden Wanzen Europas. Sie fliegen von April/Mai bis Oktober.

## Verhalten

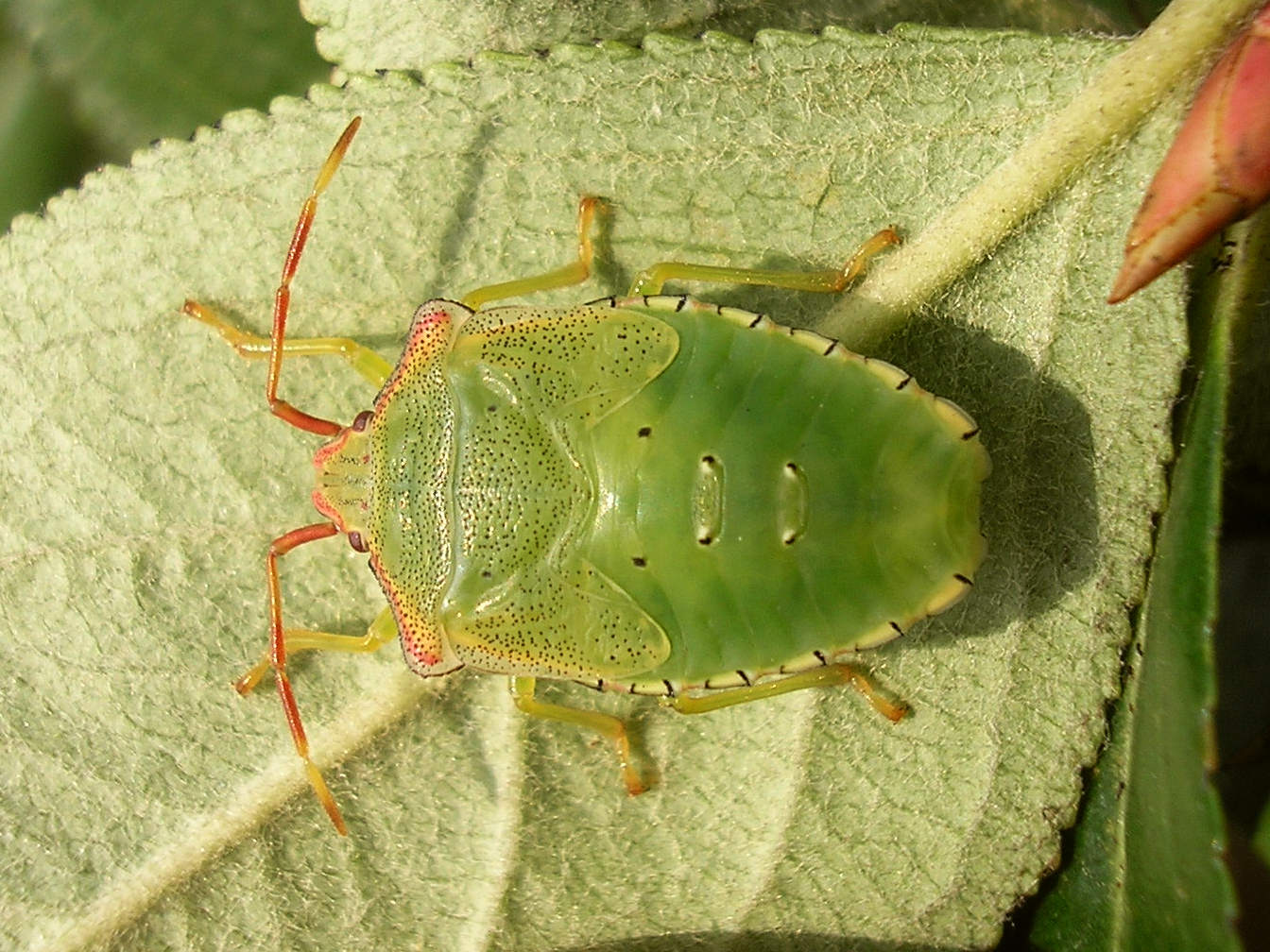
Larvenstadium der Wipfel-Stachelwanze

Ganz ähnlich den Grünen Stinkwanzen geben auch Wipfel-Stachelwanzen ein zwar ungiftiges, jedoch stark unangenehm riechendes Sekret zum Schutz vor Fressfeinden wie beispielsweise Vögeln und bei anderen Störungen ab. Die Ausgänge der Wehrdrüsen befinden sich neben dem Beinansatz, während sie bei den Larven üblicherweise dorsal auf dem Abdomen vorhanden und dort auch gut zu erkennen sind.

## Ernährung
Diese Art saugt ausschließlich Pflanzensäfte, insbesondere an Beerensträuchern, wobei die Früchte selbst bevorzugt werden. Die Larven jedoch stechen nur die Blätter an.

## Fortpflanzung

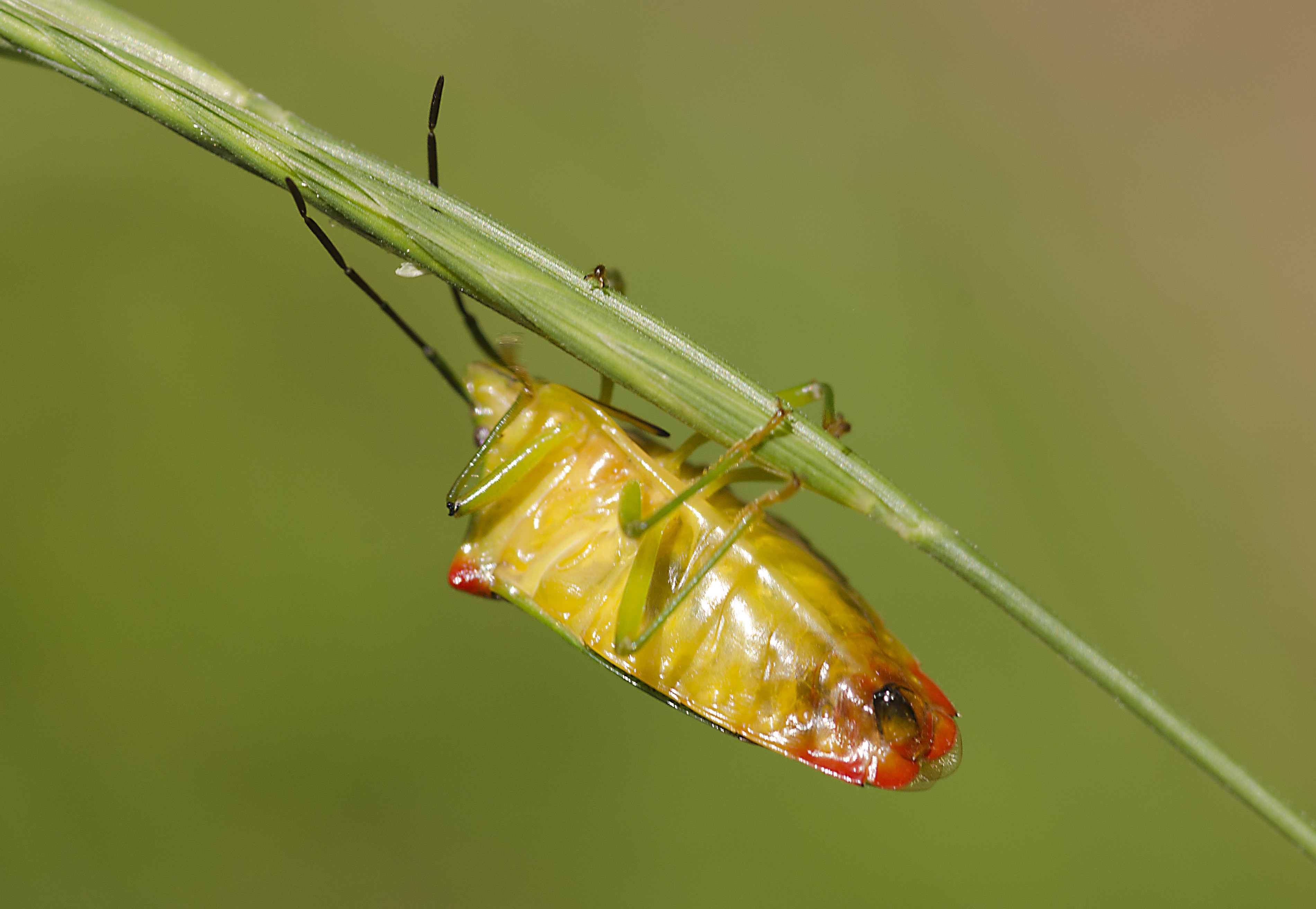
Unterseite

Bei der Wipfel-Stachelwanze gibt es nur eine Generation im Jahr. Im Herbst sind die adulten Wanzen häufig bei einem Sonnenbad an Wänden zu beobachten, bevor sie am Boden unter altem Laub überwintern. Im Frühling legen sie die befruchteten Eier auf Weißdorn ab. Nach dem Schlüpfen von Juni bis August häuten sich die überwiegend grünen Larven in wenigen Wochen fünf Mal, bevor sie ausgewachsen sind.